# Pascal Bastian
Pascal Bastian, né le 24 novembre 1978 à Ingwiller (Bas-Rhin) est un chef cuisinier français, étoilé au guide Michelin depuis 2009 et doublement étoilé de 2015 à 2024 pour son restaurant l’Auberge du Cheval Blanc à Lembach en Alsace.

## Biographie
Pascal Bastian effectue son apprentissage au Bœuf Rouge de Niederschaeffolsheim.
En 1999, il rejoint le chef trois étoiles Gérard Boyer au Crayère à Reims, puis travaille avec le chef trois étoiles Gérard Rabaey au Pont de Brent en Suisse et ensuite chez Claude Sutter au Palm Square à Cannes, où il rencontre sa future épouse. Il change encore de région pour travailler comme chef de partie puis second de cuisine pour Philippe Etchebest, d'abord à l'Oison (une étoile) à Périgueux avant de le suivre en 2003 à l'Hostellerie de Plaisance à Saint-Émilion (où Etchebest décrochera sa seconde étoile en 2008). Alors que Carole Bastian attend leur premier enfant, le couple revient en 2007 dans l'est de la France et Pascal Bastian devient second de cuisine de Jean-Georges Klein (trois étoiles) à l'Arnsbourg à Baerenthal.
En mai 2008, Pascal Bastian et son épouse Carole reprennent l'hôtel-restaurant l'Auberge du Cheval Blanc de Fernand Mischler (alors une étoile), où Pascal Bastian avait commencé sa carrière de cuisinier douze ans auparavant. L'établissement est un relais postal du 18e siècle, patrimoine de la famille Mischler depuis 4 générations, étoilé depuis 1968 et doublement étoilé de 1990 au début des années 2000. L'établissement est considéré comme une institution en Alsace et considéré comme « l'Auberge de l'Ill des Vosges ».
En 2009, Pascal Bastian obtient une étoile Michelin et l'apprend par Jean-Luc Petitrenaud.
En février 2015, il est un des sept chefs à décrocher une seconde étoile au guide Michelin en France. Le 4 mars 2024, le guide Michelin annonce la perte de la seconde étoile du restaurant, quelques jours en avance sur la publication du guide millésime 2024.
Pascal Bastian fait partie de l’association des Maîtres cuisiniers de France, des Étoiles d’Alsace, des Disciples d’Escoffier, du club Prosper Montagné, de la Chaîne des rôtisseurs, et de la Fédération des chefs de cuisine et restaurateurs d’Alsace. Il participe également à l'œuvre caritative des soupes étoilées.

## Distinctions
- 2009 : Gault et Millau « Grand de demain »[10]
- 2010 : outsider de l’année dans le guide Pudlo Alsace 2011[11]
- 2015 : seconde étoile Michelin pour le restaurant de l'auberge du Cheval Blanc[3]
- 2024 : une étoile Michelin pour le restaurant de l'auberge du Cheval Blanc[7]

## Publications
- A table ! par Tiffany Tarvernier Pascal Bastian, 2011, éditions Les Mots En Soie,  (ISBN 2953583947)
- 100 recettes pour 100 vins d'Alsace par Maurice Roeckel et Marcel Ehrardt, 2013, éditions du Belvédère,  (ISBN 2884192840) (fait partie des 35 chefs donnant des recettes)
- Pascal Bastian, Cheval Blanc Lembach par Maurice Roeckel et Marcel Ehrardt, 2016, éditions du Belvédère,  (ISBN 2884193995)
- Pascal Bastian, Cheval Blanc Lembach par Maurice Roeckel et Marcel Ehrardt, 2017, éditions Vandelle,  (ISBN 2373620138)